# Crise ingénierie du centre Citicorp
 (septembre 2022).
La mise en forme du texte ne suit pas les recommandations de Wikipédia : il faut le « wikifier ».
Les points d'amélioration suivants sont les cas les plus fréquents. Le détail des points à revoir est peut-être précisé sur la page de discussion.
- Les titres sont pré-formatés par le logiciel. Ils ne sont ni en capitales, ni en gras.
- Le texte ne doit pas être écrit en capitales (les noms de famille non plus), ni en gras, ni en italique, ni en « petit »…
- Le gras n'est utilisé que pour surligner le titre de l'article dans l'introduction, une seule fois.
- L'italique est rarement utilisé : mots en langue étrangère, titres d'œuvres, noms de bateaux, etc.
- Les citations ne sont pas en italique mais en corps de texte normal. Elles sont entourées par des guillemets français : « et ».
- Les listes à puces sont à éviter, des paragraphes rédigés étant largement préférés. Les tableaux sont à réserver à la présentation de données structurées (résultats, etc.).
- Les appels de note de bas de page (petits chiffres en exposant, introduits par l'outil «  Source ») sont à placer entre la fin de phrase et le point final[comme ça].
- Les liens internes (vers d'autres articles de Wikipédia) sont à choisir avec parcimonie. Créez des liens vers des articles approfondissant le sujet. Les termes génériques sans rapport avec le sujet sont à éviter, ainsi que les répétitions de liens vers un même terme.
- Les liens externes sont à placer uniquement dans une section « Liens externes », à la fin de l'article. Ces liens sont à choisir avec parcimonie suivant les règles définies. Si un lien sert de source à l'article, son insertion dans le texte est à faire par les notes de bas de page.
- La présentation des références doit suivre les conventions bibliographiques. Il est recommandé d'utiliser les modèles {{Ouvrage}}, {{Chapitre}}, {{Article}}, {{Lien web}} et/ou {{Bibliographie}}. Le mode d'édition visuel peut mettre en forme automatiquement les références.
- Insérer une infobox (cadre d'informations à droite) n'est pas obligatoire pour parachever la mise en page.

Pour une aide détaillée, merci de consulter Aide:Wikification.
Si vous pensez que ces points ont été résolus, vous pouvez retirer ce bandeau et améliorer la mise en forme d'un autre article.
 (septembre 2022).
Le contenu est difficilement compréhensible vu les erreurs de traduction, qui sont peut-être dues à l'utilisation d'un logiciel de traduction automatique.

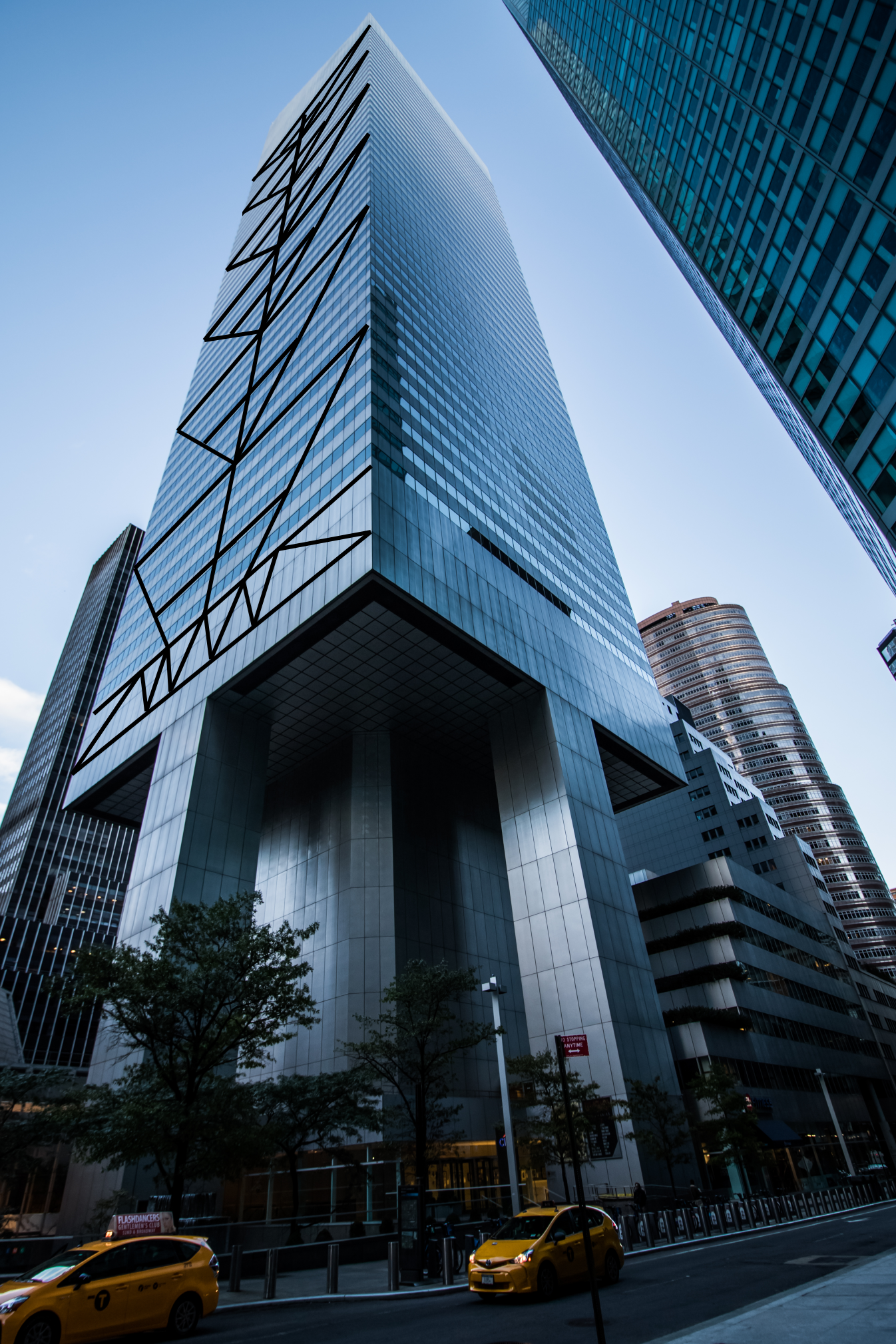
Gratte-ciel Citigroup avec le cadre interne superposé sur un côté. Le même système est utilisé sur les quatre côtés et transmet les charges de vent et de gravité aux quatre échasses de support.

La crise ingénierie du Citicorp Center a été la découverte, en 1978, d'un défaut structurel important au Citicorp Center, alors un gratte-ciel récemment achevé à New York, et l'effort ultérieur pour effectuer rapidement des réparations au cours des mois qui ont suivi. Le bâtiment, maintenant connu sous le nom de Citigroup Center, occupait un bloc entier et devait être le siège de Citibank. Sa structure, conçue par William LeMessurier, avait plusieurs caractéristiques de conception inhabituelles, notamment une base surélevée soutenue par quatre échasses décalées et un contreventement diagonal qui absorbait les charges de vent des étages supérieurs.
Dans la conception originale, le chargement induit par le vent sur le bâtiment a mal été calculé. La faille a été découverte par Diane Hartley, une étudiante de premier cycle à l'Université de Princeton qui rédigeait un mémoire sur ce bâtiment, par la suite communiqué à l'entreprise responsable de la conception structurelle. Cependant, LeMessurier a affirmé avoir aussi parlé avec un jeune étudiant en architecture, qui l'a incité à recalculer les charges de vent . Préoccupé par le chargement d'un vent de cantonnement en cas de perte d'alimentation des amortisseurs de masse, il a enquêté sur l'intégrité structurelle du bâtiment. Craignant qu'un vent violent ne provoque l'effondrement du bâtiment, des renforts ont été ajoutés discrètement la nuit, tandis que les bureaux restaient ouverts pendant la journée. Les estimations de l'époque suggéraient que le bâtiment pourrait s'effondrer avec une vitesse de vent de 110 km/h, avec potentiellement de très nombreuses victimes. Le problème a été gardé secret jusqu'en 1995 et Hartley n'a eu connaissance de l'importance de son travail qu'après cette date.
Aucune vie n'était cependant en jeu : l'événement déclencheur était des vents violents tels que NYC avait prévu d'évacuer Citicorp et les bâtiments environnants si de tels vents violents se produisaient. Un ouragan a menacé NYC pendant la rénovation, mais il s'est détourné avant de toucher la ville.
Une réévaluation du NIST (agence de normalisation américaine) utilisant des méthodes modernes a déterminé que les chargements dus au vent n'étaient pas aussi critiques que ce que LeMessurier et Hartley avaient recalculé. Ils recommandent une réévaluation de la conception originale du bâtiment pour déterminer si la rénovation était justifiée.

## Bâtiment

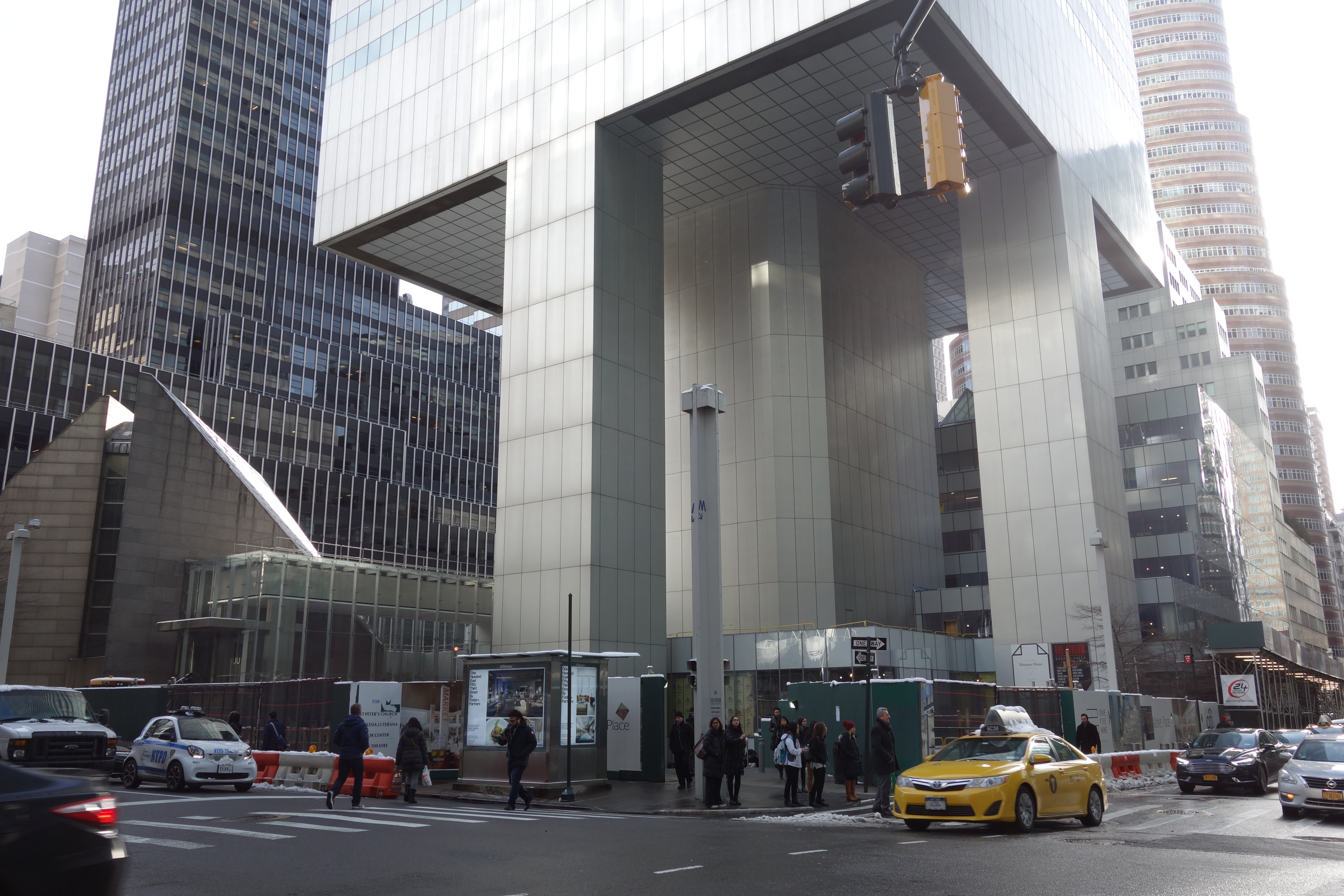
L'église évangélique luthérienne Saint-Pierre est visible sur le côté gauche, sous le gratte-ciel. Son emplacement a nécessité le placement inhabituel des colonnes au centre de chaque face, plutôt qu'aux coins.

Le Citigroup Center, à l'origine connu sous le nom de Citicorp Center, est un gratte-ciel de 59 étages situé au 601 Lexington Avenue dans le quartier de Midtown Manhattan à New York,,. Il a été conçu par l'architecte Hugh Stubbins comme siège de la First National City Bank (plus tard Citibank), avec l'architecte associé Emery Roth & Sons. LeMessurier Associates et James Ruderman étaient les ingénieurs en structure, et Bethlehem Steel était l'entrepreneur en acier,. Le bâtiment a été inauguré le 12 octobre 1977.
Dans le cadre de la construction du Citicorp Center, un nouveau bâtiment pour l'église luthérienne Saint-Pierre a été érigé à l'angle nord-ouest du site; par convention, il devait être séparé de la tour principale,. Pour éviter l'église, la tour est soutenue par quatre échasses , positionnées sous les centres de chacun des bords de la tour. (Les premiers plans prévoyaient que les supports soient placés sous les coins de la tour, mais l'accord avec l'église l'a empêché  ) Pour permettre à cette conception de fonctionner, Bill LeMessurier a précisé que des contreventements porteurs en forme de chevrons inversés devaient être empilés au-dessus des échasses à l'intérieur de chaque face du bâtiment. Ces entretoises sont conçues pour répartir les charges de tension créées par le vent depuis les étages supérieurs jusqu'aux échasses,.
Les longues entretoises diagonales à plusieurs étages devaient être fabriquées en sections et assemblées sur place, nécessitant cinq joints dans chaque entretoise. La conception originale de LeMessurier pour les entretoises de charge en chevron utilisait des joints soudés. Pour économiser de l'argent, Bethlehem Steel a proposé de modifier les plans de construction pour utiliser des joints boulonnés, une modification de conception qui a été acceptée par le bureau de LeMessurier mais qui n'a été connue de l'ingénieur lui-même que plus tard.
Pour sa conception originale, LeMessurier a calculé le chargement du vent sur le bâtiment lorsqu'il souffle face aux côtés, car c'étaient les seuls calculs requis par le code du bâtiment de New York. De tels vents sont théoriquement le pire des cas, et un système structurel capable de les gérer peut facilement faire face au vent sous n'importe quel autre angle. Ainsi, l'ingénieur n'a pas spécifiquement calculé les effets des "vents de cantonnement" orientés en diagonale,.

## Découverte
En juin 1978, Diane Hartley, étudiante en génie à l'Université de Princeton, rédigeait son mémoire sur la conception du Citicorp Center à la suggestion de son professeur, David Billington,. Dans le cadre de ce travail, elle a analysé la conception structurelle et calculé les contraintes des vents de cantonnement, les trouvant supérieures aux valeurs de contrainte maximales prévues qui lui ont été fournies par la société de LeMessurier. Billington, dans ses commentaires sur la thèse de Hartley, a également remis en question les chiffres fournis par la firme. Hartley a interrogé son contact là-bas sur l'écart et a été assurée que le bâtiment pouvait gérer les forces, alors elle a laissé tomber le problème. Les préoccupations de Hartley et la réponse qu'elle a reçue sont documentées dans son mémoire. LeMessurier concevait séparément un bâtiment similaire avec des contreventements à Pittsburgh, et un entrepreneur potentiel s'est interrogé sur les dépenses liées à l'utilisation de joints soudés plutôt que boulonnés. LeMessurier a demandé à son bureau comment les soudures s'étaient déroulées lors de la construction de Citicorp et on lui a alors dit que des boulons avaient été utilisés.
En juin 1978, LeMessurier répondait aux questions par téléphone avec un jeune étudiant en architecture  maintenant identifié comme Lee DeCarolis. Cet appel téléphonique l'a convaincu de recalculer le chargement du vent, y compris pour un vent d'incidence diagonale.
Le 24 juillet 1978, LeMessurier se rendit à son bureau et effectua des calculs sur la conception du Citicorp Center,. Il a constaté que, pour quatre des huit rangées de chevrons, de tels vents créeraient une augmentation de 40 % des charges de vent et une augmentation de 160 % de la charge aux joints boulonnés. L'utilisation par le Citicorp Center de joints boulonnés et les charges accrues dues aux vents de cantonnement n'auraient pas suscité d'inquiétude si ces problèmes avaient été isolés les uns des autres. Cependant, la combinaison des deux résultats a incité LeMessurier à effectuer des tests sur la sécurité structurelle. La conception originale des joints soudés pouvait résister à la charge des vents directs et de cantonnement, mais un vent de 110 km/h proche de la force d'un ouragan dépasserait la contrainte admissible des chevrons boulonnés,. LeMessurier a également découvert que son entreprise avait utilisé un facteur de sécurité 1 au lieu de 2.
Le 26 juillet, LeMessurier a rendu visite à l'expert en soufflerie Alan Garnett Davenport à l'Université de Western Ontario. L'équipe de Davenport a effectué des calculs sur le bâtiment et a constaté non seulement que la modélisation de LeMessurier était correcte, mais aussi que, dans une situation réelle, les contraintes des membres pouvaient augmenter de plus de 40 % par rapport aux calculs de LeMessurier,. LeMessurier s'est ensuite rendu dans sa résidence d'été du Maine le 28 juillet pour analyser le problème,. Avec l'amortisseur de masse réglé actif, LeMessurier a estimé qu'un vent capable de renverser le bâtiment se produirait en moyenne une fois tous les 55 ans,. Si l'amortisseur de masse accordé ne pouvait pas fonctionner en raison d'une panne de courant, un vent suffisamment fort pour provoquer l'effondrement du bâtiment se produirait une fois tous les 16 ans en moyenne.

## Réparations
LeMessurier s'est demandé comment traiter le problème. Si ces problèmes étaient portés à la connaissance du public, il risquait de ruiner sa réputation professionnelle et de semer la panique dans les environs immédiats de l'immeuble, ainsi que chez les occupants. L'architecte a envisagé de ne pas corriger le problème, et brièvement de se suicider avant que quelqu'un d'autre ne le découvre,. Il a finalement contacté l'avocat de Stubbins et son assureur, puis les avocats de Citicorp, ce dernier ayant embauché Leslie E. Robertson comme conseiller expert. Citicorp a accepté la proposition de LeMessurier de souder des plaques d'acier sur les joints boulonnés, et Karl Koch Erecting a été embauché pour le processus de soudage. Très peu de personnes ont été au courant du problème, à part la direction de Citicorp, le maire Ed Koch, le commissaire aux bâtiments par intérim Irving E. Minkin et le chef du syndicat des soudeurs,.
Les équipes de construction ont commencé à installer les panneaux soudés la nuit en août 1978. Les responsables n'ont fait aucune mention publique d'éventuels problèmes structurels et les trois principaux journaux de la ville étaient en grève, . Les responsables ont à peine reconnu le problème, décrivant plutôt le travail comme une procédure de routine. Henry DeFord III de Citicorp a affirmé que le Citicorp Center pouvait déjà résister à un vent de 100 ans et qu'il n'y avait aucun "problème notable dans le bâtiment". Par mesure de précaution, des générateurs de secours ont été installés pour l'amortisseur de masse, des jauges de contrainte ont été placées sur les poutres critiques et des prévisionnistes météorologiques ont été engagés. Citicorp et les autorités locales ont créé des plans d'évacuation d'urgence pour le voisinage immédiat,. Cependant, ces plans d'évacuation n'ont pas été rendus publics à l'époque, en dépit des nombreuses vies en jeu. Six semaines après le début des travaux, une tempête majeure ( l'ouragan Ella ) était au large du cap Hatteras et se dirigeait vers New York. À quelques heures d'un déclenchement de l'évacuation d'urgence de New York, le renforcement n'était qu'à moitié terminé. La tempête n'a finalement pas atteint la ville,.
Les réparations ont été achevées en octobre 1978, avant que les médias n'évoquent le problème. LeMessurier a affirmé qu'un vent suffisamment fort pour renverser le bâtiment réparé ne se produirait qu'une fois tous les 700 ans,. Stubbins et LeMessurier ont couvert tous les frais de réparation, estimés à plusieurs millions de dollars.

## Publication
Puisqu'aucune défaillance structurelle ne s'est produite, les problèmes de conception n'ont été rendues publiques qu'à la publication d'un long article du New Yorker en 1995,. L'article décrit l'étudiant ayant rapporté le problème comme un "jeune homme, dont le nom a été perdu dans le tourbillon des événements ultérieurs", qui a appelé LeMessurier en disant "que son professeur lui avait chargé d'écrire un article sur la tour Citicorp",. Cependant, l'étudiant n'a potentiellement jamais contacté LeMessurier directement,. Selon le site Web Online Ethics, lorsqu'un des collègues de LeMessurier a demandé si l'élève était une femme, "LeMessurier a répondu qu'il ne savait pas parce qu'il n'avait pas réellement parlé avec l'élève". LeMessurier est décédé en 2007 sans préciser dans quelle mesure l'échange entre l'étudiant et l'ingénieur avait été porté à sa connaissance.
Hartley s'est identifiée comme l'étudiante en génie civil en 2011, des années après la publication de l'article du New Yorker . Hartley a déclaré qu'elle avait parlé avec Joel S. Weinstein au bureau de LeMessurier.
L'étudiant à qui LeMessurier a parlé par téléphone et qui l'a incité à recalculer les charges de vent s'est identifié dans un article publié sur OnLineEthics.com. Il s'appelle Lee DeCarolis. Il a appris en 2011 comment il avait joué un rôle dans l'histoire du Citicorp Building grâce au Réfrigérateur d'Einstein de Steve Silverman. À ce moment-là, LeMessurier était mort. Alors qu'il a mentionné son rôle à des connaissances, et a même écrit une pièce à ce sujet, il ne s'est révélé au grand public qu'après qu'une réévaluation du NIST eut déterminé que les charges de vent n'étaient pas la menace que Hartley et LeMessurier avaient recalculé, on ne pouvait donc pas l'accuser de chercher ou de voler la gloire.

## Questions éthiques
Selon l'étude de cas de l'American Institute of Architecture Trust , «beaucoup ont considéré les actions de LeMessurier comme presque héroïques, et de nombreuses écoles d'ingénieurs et éducateurs en éthique utilisent maintenant l'histoire de LeMessurier comme exemple de la façon d'agir de manière éthique». Cependant, d'autres ont critiqué LeMessurier pour son manque de surveillance qui a conduit aux problèmes, ainsi que son manque d'honnêteté envers les résidents du quartier, les architectes, les ingénieurs et les autres membres du public lorsque les problèmes ont été découverts. L'architecte Eugene Kremer a discuté des questions éthiques soulevées dans cette affaire. Kremer a mentionné six points clés :
1. Analyse du chargement du vent. Dans ses plans initiaux, LeMessurier s'est appuyé uniquement sur les calculs requis par les codes du bâtiment, plutôt que de vérifier tous les cas possibles[13],[26].
2. Changement de design. Les constructeurs avaient pris la décision sans concertation d'utiliser des assemblages boulonnés sans consulter LeMessurier[13],[26].
3. Responsabilité professionnelle. Avant que LeMessurier ne décide d'informer Citicorp des défauts de conception, il a brièvement envisagé de dissimuler les problèmes[26],[27].
4. Déclarations publiques. Dans les interviews et les communiqués de presse de l'époque, les responsables ont soit omis, soit menti sur les détails[26],[34].
5. La sécurité publique. Lorsque l'ouragan Ella a menacé la ville en août et septembre 1978, des plans d'évacuation pour les environs ont été élaborés en secret[30].
6. Avancement des connaissances professionnelles. La dissimulation de ce problème pendant près de 20 ans a empêché la prise en compte de ce type de problème auprès des autres architectes[26].